# 井澤駿
井澤 駿（いざわ しゅん、1992年 - ）は、日本のバレエダンサーである。4歳でバレエを始め、第12回オールジャパンバレエユニオンコンクール・シニアの部1位（2012年）、第69回東京新聞主催全国舞踊コンクール・シニアの部1位（2012年）、ユース・アメリカ・グランプリ（YAGP）ニューヨークファイナル・ブロンズメダル（2012年）など日本国外を含めてさまざまなバレエコンクールでの受賞歴がある。2014年、新国立劇場バレエ団にソリストとして入団し、同年12月の『シンデレラ』で入団後早々に全幕バレエの主役としてデビューを果たした。その後も同バレエ団の公演で主要な役を踊り、新進スターとして注目されている。2016年に同バレエ団のファースト・ソリスト、2017年にはプリンシパルに昇格した。4歳上の実兄、井澤 諒（いざわ りょう）も同じくバレエダンサーである。

## 経歴

### 初期のキャリア
群馬県の出身。バレエは先に同じ教室に通っていた兄の姿を見て、「自分からやりたい」と希望して4歳から始めた。山本禮子バレエ団付属研究所でバレエを学んでいたが、中学生の頃に一時期バレエを辞めていた時期があったという。
1年後、たまたま近所にあるバレエ教室の指導者と会ったのを契機として、2009年に菅居理枝子バレエアカデミーでバレエを再開した。同年、ジャパングランプリ2009でジュニア男性の部第2位となり、リスボン（ポルトガル）にあるバレエ学校に短期留学した経験もあった。高校時代には日本国外のバレエ団からダンサーとしてのオファーを受けたが、「いくら今やりたいと思っても、もしかしたらまた辞めてしまうことがあるかもしれない」という思いがあり、契約には至らなかった。親に心配をかけたくないという心情から、大学に進学しようと2011年に東京に移り住んだ。
東京に移り住んだのは、兄がKバレエカンパニーに入団したのとほぼ同じ時期であった。大学に入学したばかりの頃は大学での勉強の忙しさに加えて、バレエ以外のさまざまなことにも取り組んでいた。大学1年の半ばが過ぎた頃にバレエスタジオDUOに所属することになったが、最初のうちは「東京のバレエスタジオ」ということで委縮してしまい、行きづらいと思うことさえあった。
バレエスタジオDUOでは、田中洋子に師事した。この時期から指導者の勧めによって、日本国外を含めたさまざまなバレエコンクールに出場していた。
バレエコンクールでの主な成績は、第12回オールジャパンバレエユニオンコンクール・シニアの部1位（2012年）、第69回東京新聞主催全国舞踊コンクール・シニアの部1位、パ・ド・ドゥ部門2位（2012年）、ユース・アメリカ・グランプリ（YAGP）ニューヨークファイナル・シニアの部ブロンズメダル（2012年）、神戸全国洋舞コンクール・シニアの部1位（2013年）などである。

### 兄と同じ道へ
駿がバレエをやめていた時期は、兄の諒が2004年にローザンヌ国際バレエコンクールでスカラシップ賞を獲得して、ハンブルク・バレエ学校に留学していた時期と重なっていた。諒は1988年生まれで、バレエ好きの母の影響を受けて4歳からバレエを始めていた。駿は兄について「あこがれであり、尊敬できる兄」と評し、「子供のころからすごくうまくて、ぼくはずっと兄みたいに踊れるようになりたいという思いでやってきた」と発言している。
駿は兄と同じくプロのダンサーへの道を歩みたいと思いつつも、「どうしてバレエをやっているんだろう?」などと心が揺れ動いたために一時期バレエをやめていた。後に諒はこの時期について「ぼくはそばにいなかったけど、自分がもっと駿の意志を後押ししてあげられたら、っていう後悔は少しあります」と述懐している。
大学に入った頃は、プロのバレエダンサーとなった兄について「すごいな」と思うことがあっても、本人は自分もプロになって踊り続けることは全く考えていなかった。諒からも、プロのダンサーを目指すように言われたことはなかったという。バレエスタジオDUO所属後は、よい指導者との出会いによって再び真剣にバレエに取り組むようになった。駿は2014年、大学在学中に新国立劇場バレエ団のオーディションを受け、同年秋にソリストとして入団した。
新国立劇場バレエ団での初舞台は、2014年末の公演『シンデレラ』（フレデリック・アシュトン振付）の王子役という異例の主役デビューであった。本人も「いきなり主演と言われて本当にびっくりしました」と当時を振り返り、「プロとしてバレエ団で踊るのも初めてだったし、凄く怖かったです」と述べていた。『シンデレラ』は好評を博し、駿の主役デビューについても新進スターの誕生として注目を集めた。
新国立劇場バレエ団では、2015年に『こうもり』（ローラン・プティ振付）、『ホフマン物語』（ピーター・ダレル振付）、『くるみ割り人形』（牧阿佐美振付）で主役を踊り、2016年には『ラ・シルフィード』（オーギュスト・ブルノンヴィル振付）、『ドン・キホーテ』（アレクセイ・ファジェーチェフ改訂振付）で主演した。他にコミカルで力強い『トロイ・ゲーム』（ロバート・ノース振付、2016年3月公演）や、『アラジン』（デヴィッド・ビントレー振付、2016年6月公演）でスキンヘッドで全身青塗りの精霊ジーン役を踊るなど、役柄と表現に幅広さを加えている。2016年に同バレエ団のファースト・ソリスト、2017年にはプリンシパルに昇格した。
2018年に中川鋭之助賞、2020年には舞踊批評家協会新人賞、2022年には芸術選奨文部科学大臣新人賞を受賞した。

## 人物
長身で容姿に恵まれ、舞台に出るたびに見せるスター性と高い舞踊技巧で注目されている。当人は控えめな性格であり、入団後間もなくの主演デビューやその後も多くの作品で主演が続くなどの状況に対して「順調すぎて夢のようですが、実力が追い付いていない」とインタビューで答えていた。舞台の後は落ち込むことも多いと明かしているが、出待ちのファンから「もっとハジケて!」と励まされることもあるという。
兄の諒は先輩ダンサーとしてアドバイスしたり舞台の感想を言ったりして、駿を見守り続けている。諒は駿の舞台について「ダンディなヨハン役（『こうもり』）はけっこうはまっているなと思いました」と高く評価し、「どんどん主役をいただいているからどれも楽しみ」と続けて述べた。駿自身も「目標が兄だというのはいまも変わらないですね」と兄との対談で発言し、「バレエ団は違うけれど、同じ経験をしている人がそばにいるのは心強い」と述べていた。
駿は新国立劇場バレエ団での日々について、「バレエの大変さを知った反面、達成感も感じられるようになりました」と振り返っている。そして今後の課題を「客席を引っ張っていく演技をすること」として、「プロとして質の高い舞台を提供し、お客様にバレエの魅力を伝えられたらと思っています」との抱負を述べている。